# Мокроорловское сельское поселение
Мокроорло́вское се́льское поселе́ние — упразднённое муниципальное образование в составе Грайворонского района Белгородской области Российской Федерации.
Административный центр — село Мокрая Орловка.
19 апреля 2018 года упразднено при преобразовании Грайворонского района в Грайворонский городской округ.

## История
Мокроорловское сельское поселение образовано 20 декабря 2004 года в соответствии с Законом Белгородской области № 159.

## Население
| 2010 | 2011 | 2012 | 2013 | 2014 | 2015 | 2016 |
| ---- | ---- | ---- | ---- | ---- | ---- | ---- |
| 806  | ↘802 | ↗806 | ↗822 | ↗832 | ↘824 | ↗831 |
| 2017 | 2018 |      |      |      |      |      |
| ↘830 | ↘819 |      |      |      |      |      |

## Состав сельского поселения
| № | Населённый пункт | Тип населённого пункта       | Население |
| - | ---------------- | ---------------------------- | --------- |
| 1 | Мокрая Орловка   | село, административный центр | ↘552      |
| 2 | Рождественка     | село                         | ↘158      |
| 3 | Сподарюшино      | село                         | ↘96       |